# Харди (Небраска)
Харди (енгл. Hardy) град је у америчкој савезној држави Небраска.

## Демографија
По попису из 2010. године број становника је 159, што је 20 (-11,2%) становника мање него 2000. године.
| Група             | 2000.        | 2010.       |
| Белци             | 179 (100,0%) | 158 (99,4%) |
| Афроамериканци    | 0 (0,0%)     | 0 (0,0%)    |
| Азијати           | 0 (0,0%)     | 0 (0,0%)    |
| Хиспаноамериканци | 0 (0,0%)     | 1 (0,6%)    |
| Укупно            | 179          | 159         |